# Schweizer Fussballnationalmannschaft (U-15-Junioren)
Die Schweizer U-15-Fussballnationalmannschaft wird vom Schweizerischen Fussballverband organisiert und vertritt die Schweiz als Auswahlmannschaft in der U-15-Altersklasse. Spielberechtigt sind Spieler, die ihr 15. Lebensjahr noch nicht vollendet haben und die Schweizer Staatsbürgerschaft besitzen, bei Einladungsturnieren kann hiervon gegebenenfalls abgewichen werden. 
Die U-15-Nationalmannschaft ist die Auswahlmannschaft des Schweizer Verbandes mit dem niedrigsten Altersniveau. Da in dieser Altersklasse keine offiziellen Turniere seitens UEFA oder FIFA organisiert werden, steht die Sichtung von Nachwuchstalenten im Vordergrund. 